# Missing You (песня 2NE1)
«Missing You » (с англ. — «Скучаю по тебе») — песня южнокорейской гёрл-группы 2NE1, выпущенная в качестве сингла лейблом YG Entertainment 21 ноября 2013 года. Сингл возглавил хит-парад Gaon Single Chart и удостоился положительных отзывов музыкальных критиков.

## Информация о песне
Песня была написана и спродюсирована Тедди Паком, многолетним коллаборатором YG Entertainment. В контексте творчества 2NE1 «Missing You» является экспериментальной композицией. Песня начинается с напряжённого по своему настроению куплета, главенствующая роль в котором отведена партиям гитары. Куплет преисполнен продюсерского лоска того рода, который обычно предвещает перетекание песни в ориентированную на танцпол композицию, но вместо этого темп «Missing You» замедляется примерно вдвое (со 130 ударов в минуту), а вместо танцевальных ритмов на первых план выводятся партии акустической гитары и фортепиано, а также вокальные гармонии и фальцетные мелизмы девушек-исполнительниц. По мнению обозревателя электронного журнала Pitchfork Джейкоба Дорофа (англ. Jakob Dorof), наиболее примечательным элементом песни является модуляция на целый тон перед удлинённой концовкой, представляющей слушателям совершенно новые последовательности аккордов, мелодические фрагменты и текстовые построения. В целом композиция представляет собой редкий пример ориентированного на групповое исполнение сингла, в котором темп действительно замедляется во время исполнения припева.
В интервью журналу Billboard участница 2NE1 CL так охарактеризовала «Missing You»: «Это медленная песня о любви. Она посвящена чувству, когда кого-то не хватает. Я ощущала непосредственную связь с этой песней, потому что скучала по своим фанатам и сцене. Я люблю эту песню. Я знаю, что она понравится людям».

## Восприятие
«Missing You» удостоилась положительных отзывов музыкальных критиков и пользовалась коммерческим успехом.
Джейкоб Дороф назвал композицию «одним из самых вокально насыщенных и структурно своеобразных синглов из всех, когда-либо произведённых Кореей». По мнению обозревателя журнала Billboard Джеффа Бенджамина (англ. Jeff Benjamin), «„Missing You“, должно быть, является лучшей балладой из репертуара 2NE1».